# The Very Best in You
The Very Best in You è un singolo del gruppo musicale italiano Change, pubblicato nell'aprile 1982 come primo singolo dall'album Sharing Your Love.

## Tracce
7" Single
1. The Very Best in You - 4:24
2. You're My Girl - 4:05

12" Single
1. The Very Best in You - 5:41
2. You're My Girl - 4:08

## Classifiche
| Classifica (1981)   | Posizione massima |
| ------------------- | ----------------- |
| Stati Uniti         | 84                |
| Stati Uniti (dance) | 16                |
| Stati Uniti (soul)  | 30                |